# Katjonska-pi interakcija
Katjonska–π interakcija je nekovalentna molekulska interakcija između lica jednog elektronski bogatog π sistema (npr. benzena, etilena, acetilena) i susednog katjona (npr. ). Ova interakcija je primer nekovalentnog vezivanja između monopola (katjona) i kvadrupola (π sistema). Energije vezivanja su znatne, sa vrednostima u rastvoru u opsegu reda veličina sličnom vodoničnim vezama i sonim mostovima. Slično drugim nekovalentnim vezama, katjonske–π interakcije imaju važnu ulogu u prirodi, a posebno u proteinskim strukturama, molekulskom prepoznavanju i enzimskoj katalizi. Ovaj efekat nalazi primenu u sintetičkim sistemima.

## Poreklo efekta
Benzen, model π sistema, nema permanentni dipolni moment, jer se doprinosi slabih veza između ugljenika i vodonika poništavaju usled molekulske simetrije. Međutim, elektronski bogati π sistem iznad i ispod benzenovog prstena ima parcijalno negativno naelektrisanje. Protivtežno pozitivno naelektrisanje se javlja na ravani benzenovih atoma, te se formira električni kvadrupol (par dipola, poravnatih kao paralelogrami tako da nema neto molekulskog dipolnog momenta). Negativno naelektrisani region kvadrupola može da formira interakcije sa pozitivno naelektrisanim jonima; pri čemu se posebno jak efekat javlja u prisustvu katjona visoke gustine naelektrisanja.

## Priroda katjonske-π interakcije
Većina izučavanih katjonskih-π interakcija obuhvata vezivanje između aromatičnog π sistema i alkalnih metala ili azotnih katjona. Optimalna interakciona geometrija ima katjon u van der Valsovom kontaktu sa atomskim aromatičnim prstenom, koji je centriran iznad π lica duž centralne normalne ose. Istraživanja su pokazala da elektrostatički doprinos dominira interakcije kod jednostavnih sistema, i relativne energije vezivanja su u dobroj korelaciji sa elektrostatičkom potencijalnom energijom.

## Literatura
- J. C. Ma & D. A. Dougherty (1997). „The Cation-π Interaction”. Chem. Rev. 97 (5): 1303—1324. PMID 11851453. doi:10.1021/cr9603744..
- Dougherty, D. A.; Stauffer, D. A. (1990). „Acetylcholine binding by a synthetic receptor: implications for biological recognition”. Science. 250 (4987): 1558—1560. Bibcode:1990Sci...250.1558D. ISSN 0036-8075. PMID 2274786. doi:10.1126/science.2274786.
- Eric V. Anslyn; Dennis A. Dougherty (2004). Modern Physical Organic Chemistry. University Science Books. ISBN 978-1-891389-31-3.